# Канчерово
Канче́рово (рос. Канчерово) — селище у складі Кувандицького міського округу Оренбурзької області, Росія.

## Населення
Населення — 50 осіб (2010; 100 у 2002).
Національний склад (станом на 2002 рік):
- росіяни — 82 %